# Grote Scheldeprijs 1986
Il Grote Scheldeprijs 1986, settantaduesima edizione della corsa, si svolse il 25 agosto per un percorso di 249 km, con partenza ed arrivo a Schoten. Fu vinto dall'olandese Jean-Paul van Poppel della squadra Skala-Skil davanti ai belgi Wim Arras e Eric Vanderaerden.

## Ordine d'arrivo (Top 10)
| Pos. | Corridore            | Squadra                          | Tempo    |
| ---- | -------------------- | -------------------------------- | -------- |
| 1    | Jean-Paul van Poppel | Skala-Skil                       | 6h00'00" |
| 2    | Wim Arras            | PDM-Ultima-Concorde              | s.t.     |
| 3    | Eric Vanderaerden    | Panasonic                        | s.t.     |
| 4    | Johan Capiot         | Roland-Van De Ven                | s.t.     |
| 5    | Ad Wijnands          | Kwantum Hallen-Decosol-Yoko      | s.t.     |
| 6    | Mario Mariotti       | Sigma                            | s.t.     |
| 7    | Dirk Demol           | Fangio-Lois-Mavic                | s.t.     |
| 8    | Luc De Decker        | TeVe Blad-Eddy Merckx            | s.t.     |
| 9    | Werner Devos         | Roland-Van De Ven                | s.t.     |
| 10   | Luc Govaerts         | Robland-La Claire Fontaine-Galli | s.t.     |